# Rolf-Jürgen Gebert
Rolf-Jürgen Gebert (* 1955 in Anklam) ist ein deutscher Schauspieler.

## Leben
Rolf-Jürgen Gebert wurde 1955 als Sohn des Schauspielers Gottfried Gebert und der Souffleuse Margot Gebert in Anklam geboren. Nach dem Abschluss der 10. Klasse der  Polytechnischen Oberschule (POS) absolvierte er eine Berufsausbildung zum Instandhaltungsmechaniker mit Abitur. Nach einem Studium von 1976 bis 1979 an der Staatlichen Schauspielschule Berlin bekam er seine ersten Engagements am Landestheater Halle und am Stralsunder Theater. Im August 1986 begann sein Engagement am Theater der Stadt Cottbus, dem späteren Staatstheater Cottbus, wo er bis zum Jahr 2020 fest angestellt war und im Jahr davor sein 40-jähriges Bühnenjubiläum feierte. Danach war er noch mehrmals auf der Bühne präsent. Für das Fernsehen der DDR stand er mehrmals vor der Kamera.

## Filmografie
- 1982: Komm mit mir nach Chicago (Fernsehfilm)
- 1987: Kiezgeschichten (Fernsehserie, 1 Episode)
- 1988: Bereitschaft Dr. Federau (Fernsehserie, 2 Episoden)

## Theater
- 1981: Friedrich Schiller: Wilhelm Tell (Rudenz) – Regie: Peter Sodann (Landestheater Halle)
- 1987: Hans Ostarek: Die Abenteuer des Don Quijote gespielt von seinen Freunden (Sancho Panza) – Regie: Siegfried Wallendorf (Theater der Stadt Cottbus – Kammerspiele)
- 1989: Heiner Müller: Der Auftrag – Regie: Heiner Müller (Theater der Stadt Cottbus)
- 1989: Peter Hacks nach Johann Wolfgang von Goethe: Das Jahrmarktsfest zu Plundersweilern – Regie: Peter Volksdorf (Theater der Stadt Cottbus)
- 1991: Volker Ludwig: Linie 1 – Regie: Andreas Knaup (Staatstheater Cottbus)
- 1992: Anton Tschechow: Der Kirschgarten – Regie: Anu Saari (Staatstheater Cottbus)
- 1992: Federico García Lorca: Die wundersame Schusterfrau – Regie: Alejandro Quintana (Staatstheater Cottbus)
- 1993: Coline Serreau: Hase Hase – Regie: Christoph Schroth (Staatstheater Cottbus)
- 1994: Karl Mickel, Friedrich Schenker nach Arnold Zweig: Das Beil von Wandsbek – Regie: Christoph Schroth (Staatstheater Cottbus)
- 1995: William Shakespeare: Der Widerspenstigen Zähmung – Regie: Alejandro Quintana (Staatstheater Cottbus)
- 2002: Molière: Don Juan – Regie: Alejandro Quintana (Staatstheater Cottbus)
- 2004: Heinrich von Kleist: Das Käthchen von Heilbronn – Regie: ? (Staatstheater Cottbus)
- 2006: William Shakespeare: Der Kaufmann von Venedig – Regie: Bettina Jahnke (Staatstheater Cottbus)
- 2007: Heinrich von Kleist: Die Familie Schroffenstein – Regie: Bernd Mottl (Staatstheater Cottbus)
- 2007: William Shakespeare: Romeo und Julia – Regie: Matthias Thieme (Staatstheater Cottbus)
- 2008: Johann Wolfgang von Goethe: Faust I – Regie: Christoph Schroth (Staatstheater Cottbus)
- 2010: John Kander, Joe Masteroff, Fred Ebb: Cabaret (Bobby, Matrose, Zollbeamter) – Regie: Martin Schüler (Staatstheater Cottbus – Theaterscheune)
- 2010: William Shakespeare: König Lear (Graf von Gloster) – Regie: Mario Holetzeck (Staatstheater Cottbus)
- 2012: Arthur Miller: Alle meine Söhne (Joe Keller) – Regie: Harald Fuhrmann (Staatstheater Cottbus)
- 2013: Nick Whitby: Sein oder Nichtsein (Gruppenführer Erhard) – Regie: Mario Holetzeck (Staatstheater Cottbus)
- 2014: Colin Higgins: Harold & Maude – Regie: Rudolf Koloc (Staatstheater Cottbus)
- 2015: Thomas Brussig: Sonnenallee (Horst Ehrenreich, Sportler) – Regie: Stefan Wolfram (Staatstheater Cottbus)
- 2015: Astrid Lindgren: Pippi Langstrumpf – Regie: Mario Holetzeck (Staatstheater Cottbus)
- 2016: Dea Loher: Unschuld – Regie: Wulf Twiehaus (Staatstheater Cottbus)
- 2017: Gotthold Ephraim Lessing: Emilia Galotti (Odoardo Galotti) – Regie: Jan Jochymski (Staatstheater Cottbus)
- 2018: Mark Herman: Brassed Off (Harry) – Regie: Jörg Steinberg (Staatstheater Cottbus)
- 2018: Bertolt Brecht: Der aufhaltsame Aufstieg des Arturo Ui (Der alte Dogsborough) – Regie: Malte Kreutzfeldt (Staatstheater Cottbus)
- 2019: Henrik Ibsen: Ein Volksfeind – Regie: Jo Fabian (Staatstheater Cottbus)
- 2019: Tom Waits, Robert Wilson: The Black Rider (Bertram, Förster) – Regie: Malte Kreutzfeldt (Staatstheater Cottbus)
- 2019: Friedrich Dürrenmatt: Der Besuch der alten Dame (Pfarrer) – Regie: Ronny Jakubaschk (Staatstheater Cottbus)
- 2020: Nach Sophokles: Antigone Neuropa – Regie: Filip Markiewicz (Staatstheater Cottbus)
- 2021: Astrid Lindgren: Mio, mein Mio (Stimme des Geistes) – Regie: Ulrike Müller (Staatstheater Cottbus)